# Olivedos
Olivedos este un oraș în Paraíba (PB), Brazilia.